# Köldökfű
A köldökfű (Cotyledon) a kőtörőfű-virágúak (Saxifragales) rendjébe, ezen belül a varjúhájfélék (Crassulaceae) családjába és a korallvirágformák (Kalanchoideae) alcsaládjába tartozó nemzetség.

## Előfordulásuk
A köldökfűfajok eredeti előfordulási területe főleg Afrika partjai mentén van; Angolától délre, Dél-Afrikát megkerülve, északra a keleti part egész hosszán keresztül Szudánig tart. Ázsiában csak Jemen területén őshonos. Az ember egyes fajokat a Föld más vidékeire is betelepített; többek között Kaliforniába, Franciaországba és Új-Zélandra.

## Rendszerezés
A nemzetségbe az alábbi 16 faj tartozik:
- Cotyledon adscendens R.A.Dyer
- Cotyledon barbeyi Schweinf. ex Baker
- Cotyledon campanulata Marloth
- Cotyledon cuneata Thunb.
- Cotyledon egglii van Jaarsv.
- Cotyledon eliseae van Jaarsv.
- Cotyledon flanaganii Schönland & Baker f.
- Cotyledon gloeophylla van Jaarsv.
- Cotyledon orbiculata L. - típusfaj
- Cotyledon papillaris L.f.
- Cotyledon pendens van Jaarsv.
- Cotyledon petiolaris van Jaarsv.
- Cotyledon tomentosa Harv.
- Cotyledon velutina Hook.f.
- Cotyledon woodii Schönland & Baker f.
- Cotyledon xanthantha van Jaarsv. & Eggli